# S-OIL Champions Invitational
Het S-OIL Champions Invitational (Koreaans: S-OIL 챔피언스 인비테이셔널) is een jaarlijks golftoernooi voor vrouwen in Zuid-Korea, dat deel uitmaakt van de LPGA of Korea Tour. Het werd opgericht in 2011 en vindt sindsdien telkens plaats op de Elysian Jeju Country Club in Jeju.
Het toernooi wordt gespeeld in strokeplay-formule van drie ronden (54-holes).

## Toernooinamen
- 2007-2009: MBC S-OIL Champions Tour Invitational
- 2010-heden: S-OIL Champions Tour Invitational

## Winnaressen
| Jaar | Winnares      | Score | Score | Info                           |
| ---- | ------------- | ----- | ----- | ------------------------------ |
| 2007 | Ji Li-na      | 210   | –6    |                                |
| 2008 | Kim Young-hye | 206   | –10   |                                |
| 2009 | Ryu Yeon-so   | 209   | –7    |                                |
| 2010 | Hong Ran      | 133   | –11   | 36-holes (weersomstandigheden) |
| 2011 | Mirim Lee     | 200   | –16   |                                |
| 2012 | Jin Yang-soo  | 205   | –11   |                                |
| 2013 | Min Byun-hyun | 199   | –17   |                                |
| 2014 | In Chun-gee   | 204   | –12   |                                |

| Toernooirecord |

 Lotte Mart Women's Open ·
 Nexen Saint Nine Masters ·
 Edaily Ladies Open ·
 Woori Ladies Championship ·
 Doosan Match Play Championship ·
 E1 Charity Open ·
 Lotte Cantata Women's Open ·
 S-OIL Champions Invitational ·
 Korea Women's Open ·
 Kumho Tire Women's Open ·
 Jeju Samdasoo Masters ·
 Hanwha Finance Classic ·
 KyoChon Honey Ladies Open ·
 Nefs Masterpiece ·
 MBN Women's Open ·
 Charity High1 Resort Open ·
 YTN-Volvik Women's Open ·
 KLPGA Championship ·
 Daewoo Classic ·
 Pak Se-ri Invitational ·
 Hite Championship ·
 LPGA KEB-HanaBank Championship ·
 KB Star Championship ·
 Seoul Ladies Classic ·
 ADT CAPS Championship ·
 Chosun Ilbo Championship ·
 China Women's Open